# Чукреєвське
Чукре́євське (рос. Чукреевское) — село у складі Туринського міського округу Свердловської області.
Населення — 373 особи (2010, 487 у 2002).
Національний склад населення станом на 2002 рік: росіяни — 91 %.